# Gregorio Lavilla
Gregorio Lavilla es un piloto español de motociclismo nacido el 29 de septiembre de 1973 en Vandellós. Ha competido en diversas categorías desde las Superbikes hasta el mundial de MotoGP. Su mayor logro hasta la fecha ha sido el conseguir el título de 2005 del campeonato Británico de Superbikes con una Ducati.

## Carrera deportiva

### Inicios
Su primer gran resultado fue la victoria en los campeonatos de España de Superbikes y Supersport en 1994. Esto le abrió las puertas del mundial de motociclismo y entró en la categoría de 250 cc en 1995 consiguiendo dos puntos esa temporada, compaginándolo con el campeonato de España de 250cc donde consiguió algunos podios.
Para la temporada 1996 compitió en la cita española del mundial de Superbikes consiguiendo quedar en los puntos. En 1997 pasó a competir en el campeonato alemán de Superbikes donde quedó subcampeón, también compitió en dos meetings del mundial de Superbikes consiguiendo 18 puntos en total.

### Mundial de Superbikes
```
1998 fue su primera temporada completa en el 
Campeonato Mundial de Superbikes
 con una Ducati en un equipo privado. Consiguió dos podios y 83,5 puntos al final de campeonato, lo cual le valió el título de mejor piloto privado. También compitió para el equipo de 
Sito Pons
 como piloto sustituto en una carrera del mundial de 500cc, Gran Premio de Alemania de Motociclismo, consiguiendo unos puntos, al terminar undécimo.
```

La temporada 1999 supuso un gran paso adelante puesto que firmó con el equipo oficial Kawasaki, al final de temporada acabó 8.º en la clasificación final.
En la temporada 2000 consiguió un podio y acabó en 10.º posición al final de campeonato. Para la temporada 2001 repitió la misma posición final consiguiendo dos podios.
Para la temporada 2002 cambió de marca y fichó por el equipo oficial de Suzuki consiguiendo 130 puntos y finalizando en 10.º posición final.
```
2003 fue su mejor temporada hasta la fecha en el mundial de Superbikes, terminó en 5.ª posición final de campeonato con 256 puntos, consiguiendo 6 podios y 3 vueltas rápidas.
```

### MotoGP
Para la temporada 2004 pasó a ser piloto de pruebas del equipo de Suzuki de MotoGP compitiendo en algunas carreras pero sin conseguir puntos.

### Campeonato Británico de Superbikes

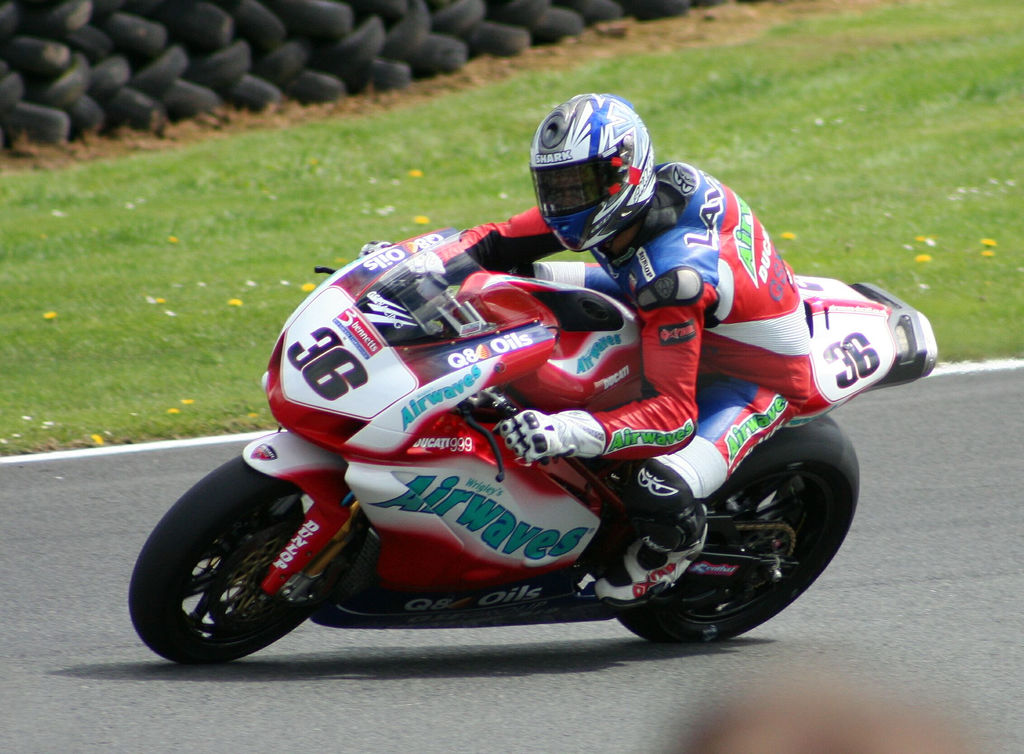
Gregorio Lavilla en 2005

La temporada 2005 parecía que iba a pasar sin pena ni gloria para Lavilla pero la lesión de James Haydon en el equipo Airwaves Ducati del Campeonato Británico de Superbikes hizo que le ficharan para sustituirle. Así consiguió 6 victorias y 5 podios con lo que consiguió alzarse con el título de campeón, es su mayor logro hasta la fecha.
Para la temporada 2006 intentó revalidar su título y siguió con Ducati en el Británico de Superbikes donde a pesar de conseguir 8 victorias no logró conservar el título y se tuvo que conformar con la 3.ª posición final.
En la temporada 2007 siguió con Ducati en el campeonato británico y consiguió 7 victorias, terminando en 4.ª posición final del campeonato.

### Regreso al mundial de Superbikes
A finales de 2007 se confirmó su fichaje por el equipo Paul Bird Motorsport para pilotar una Honda CBR1000RR en la temporada 2008 del mundial de Superbikes.

## Resultados

### Campeonato del Mundo de Motociclismo

#### Carreras por año
(Carreras en negrita indica pole position, carreras en cursiva indica vuelta rápida)
| Año  | Cat.   | Equipo       | Moto         | 1      | 2      | 3       | 4      | 5       | 6      | 7      | 8      | 9      | 10      | 11      | 12     | 13     | 14  | 15     | 16     | Pts. | Pos. |
| ---- | ------ | ------------ | ------------ | ------ | ------ | ------- | ------ | ------- | ------ | ------ | ------ | ------ | ------- | ------- | ------ | ------ | --- | ------ | ------ | ---- | ---- |
| 1995 | 250cc  | Pons Racing  | Honda NSR250 | AUS 15 | MAL 22 | JAP Ret | ESP 23 | ALE 18  | ITA 22 | NED 15 | FRA 18 | GBR 22 | CZE 18  | RIO Ret | ARG 19 | EUR 24 |     |        |        | 2    | 32.º |
| 1998 | 500cc  | Pons Racing  | Honda NSR500 | JAP    | MAL    | ESP     | ITA    | FRA     | MAD    | NED    | GBR    | ALE 11 | CZE     | IMO     | CAT    | AUS    | ARG |        |        | 5    | 27.º |
| 2004 | MotoGP | Rizla-Suzuki | Suzuki GSV-R | RSA    | ESP    | FRA     | ITA    | CAT Ret | NED    | RIO    | ALE    | GBR    | CZE Ret | POR     | JAP    | QAT    | MAL | AUS 16 | VAL 17 | 0    | NC   |

### Campeonato Mundial de Superbikes

#### Carreras por año
(Carreras en negrita indica pole position, carreras en cursiva indica vuelta rápida)
| Año  | Moto     | 1      | 1       | 2       | 2       | 3       | 3       | 4       | 4       | 5       | 5       | 6       | 6       | 7       | 7       | 8       | 8       | 9       | 9       | 10      | 10      | 11      | 11      | 12     | 12      | 13     | 13     | 14    | 14    | Pts. | Pos. |
| Año  | Moto     | R1     | R2      | R1      | R2      | R1      | R2      | R1      | R2      | R1      | R2      | R1      | R2      | R1      | R2      | R1      | R2      | R1      | R2      | R1      | R2      | R1      | R2      | R1     | R2      | R1     | R2     | R1    | R2    | Pts. | Pos. |
| ---- | -------- | ------ | ------- | ------- | ------- | ------- | ------- | ------- | ------- | ------- | ------- | ------- | ------- | ------- | ------- | ------- | ------- | ------- | ------- | ------- | ------- | ------- | ------- | ------ | ------- | ------ | ------ | ----- | ----- | ---- | ---- |
| 1994 | Yamaha   | GBR    | GBR     | ALE     | ALE     | ITA     | ITA     | ESP 17  | ESP 17  | AUT     | AUT     | IDN     | IDN     | JAP     | JAP     | NED     | NED     | RSM     | RSM     | EUR     | EUR     | AUS     | AUS     |        |         |        |        |       |       | 0    | NC   |
| 1995 | Yamaha   | RSM    | RSM     | GBR     | GBR     | ALE     | ALE     | ITA     | ITA     | CZE     | CZE     | USA     | USA     | EUR     | EUR     | IDN     | IDN     | JAP     | JAP     | NED     | NED     | ESP 11  | ESP 12  | AUS    | AUS     |        |        |       |       | 9    | 32.º |
| 1996 | Ducati   | AUS    | AUS     | RSM     | RSM     | GBR 13  | GBR 13  | ALE DNS | ALE 13  | ITA     | ITA     | USA     | USA     | EUR     | EUR     | AUT Ret | AUT Ret | NED     | NED     | ESP 7   | ESP Ret | JAP     | JAP     | IDN    | IDN     |        |        |       |       | 18   | 26.º |
| 1997 | Ducati   | AUS 11 | AUS 11  | GBR Ret | GBR Ret | ITA 10  | ITA Ret | ESP 3   | ESP Ret | ALE Ret | ALE 6   | RSM Ret | RSM 7   | RSA 3   | RSA Ret | USA 13  | USA Ret | EUR Ret | EUR Ret | AUT 11  | AUT 7   | NED Ret | NED Ret | JAP 17 | JAP 15  |        |        |       |       | 83.5 | 12.º |
| 1998 | Kawasaki | RSA 8  | RSA 6   | AUS Ret | AUS Ret | GBR Ret | GBR Ret | ESP 6   | ESP 4   | ITA 8   | ITA 7   | ALE 4   | ALE Ret | SMR 7   | SMR 5   | USA 12  | USA 8   | EUR Ret | EUR 10  | AUT 5   | AUT Ret | NED 9   | NED 7   | HOC 6  | HOC 8   | JAP 14 | JAP 16 |       |       | 156  | 8.º  |
| 2000 | Kawasaki | RSA 6  | RSA 5   | AUS 7   | AUS 4   | JAP 10  | JAP 10  | GBR 11  | GBR Ret | ITA 6   | ITA Ret | ALE     | ALE     | RSM     | RSM     | ESP     | ESP     | USA     | USA     | EUR 12  | EUR 8   | NED Ret | NED Ret | OSC 2  | OSC 4   | BHA 9  | BHA 5  |       |       | 133  | 10.º |
| 2001 | Kawasaki | ESP 5  | ESP 3   | RSA 7   | RSA 7   | AUS Ret | AUS C   | JAP 6   | JAP 19  | ITA 4   | ITA Ret | GBR 10  | GBR 13  | ALE 6   | ALE 16  | RSM 4   | RSM 3   | USA 12  | USA Ret | EUR Ret | EUR 14  | OSC 11  | OSC 7   | NED 12 | NED 9   | ITA 7  | ITA 6  |       |       | 166  | 10.º |
| 2002 | Suzuki   | ESP 8  | ESP Ret | AUS 7   | AUS 8   | RSA Ret | RSA 11  | JAP 12  | JAP 12  | ITA 7   | ITA 5   | GBR Ret | GBR 14  | ALE 8   | ALE Ret | RSM 10  | RSM 6   | USA DNS | USA DNS | GBR 15  | GBR 12  | OSC 8   | OSC 9   | NED 7  | NED Ret | IMO 8  | IMO 7  |       |       | 130  | 10.º |
| 2003 | Suzuki   | ESP 7  | ESP 6   | AUS 3   | AUS 7   | JAP 5   | JAP 2   | ITA 3   | ITA 2   | ALE Ret | ALE Ret | GBR Ret | GBR 2   | RSM 4   | RSM 5   | USA Ret | USA 5   | BHA 7   | BHA 6   | NED Ret | NED 3   | IMO 4   | IMO 3   | FRA 4  | FRA 4   |        |        |       |       | 256  | 5.º  |
| 2008 | Honda    | QAT 13 | QAT 14  | AUS 11  | AUS 8   | ESP 7   | ESP 11  | NED 9   | NED 7   | ITA 11  | ITA 10  | USA 13  | USA 15  | ALE Ret | ALE 14  | RSM 8   | RSM 14  | CZE 15  | CZE 14  | GBR 14  | GBR 13  | EUR 4   | EUR 7   | ITA 14 | ITA Ret | FRA 10 | FRA 12 | POR 6 | POR 8 | 135  | 12.º |
| 2009 | Ducati   | AUS    | AUS     | QAT     | QAT     | ESP     | ESP     | NED     | NED     | ITA     | ITA     | RSA 11  | RSA 12  | USA 14  | USA Ret | RSM 22  | RSM 15  | GBR Ret | GBR 18  | CZE     | CZE     | ALE     | ALE     | IMO    | IMO     | FRA    | FRA    | POR   | POR   | 12   | 28.º |